# Міхаїл-Когелнічану (комуна, Яломіца)
Міхаїл-Когелнічану (рум. Mihail Kogălniceanu) — селище у повіті Яломіца в Румунії. До складу селища входять такі села (дані про населення за 2002 рік):
- Міхаїл-Когелнічану (3335 осіб) — селищний адміністративний центр
- Хаджієнь (54 особи)

Селище розташоване на відстані 130 км на схід від Бухареста, 30 км на північний схід від Слобозії, 92 км на північний захід від Констанци, 86 км на південь від Галаца.

## Населення
За даними перепису населення 2002 року у селищі проживало 6248 осіб.
Національний склад населення селища:
| Національність   | Кількість осіб | Відсоток |
| ---------------- | -------------- | -------- |
| румуни           | 6240           | 99,9 %   |
| росіяни-липовани | 3              | < 0,1 %  |
| хорвати          | 3              | < 0,1 %  |
| угорці           | 1              | < 0,1 %  |
| українці         | 1              | < 0,1 %  |

Рідною мовою назвали:
| Мова       | Кількість осіб | Відсоток |
| ---------- | -------------- | -------- |
| румунська  | 6242           | 99,9 %   |
| угорська   | 1              | < 0,1 %  |
| українська | 1              | < 0,1 %  |
| російська  | 1              | < 0,1 %  |

Склад населення комуни за віросповіданням:
| Релігія            | Кількість осіб | Відсоток |
| ------------------ | -------------- | -------- |
| православні        | 6199           | 99,2 %   |
| п'ятдесятники      | 21             | 0,3 %    |
| адвентисти         | 8              | 0,1 %    |
| римо-католики      | 4              | 0,1 %    |
| мусульмани         | 3              | < 0,1 %  |
| не релігійні       | 1              | < 0,1 %  |
| не вказали релігію | 12             | 0,2 %    |